# Чотириступінчаста модель видоутворення
Чотириступінчаста модель видоутворення — модель видоутворення, запропонована Д. Леком (1947) на основі алопатричного видоутворення і симпатричного видоутворення, а також принципу конкурентного виключення Гаузе. У Ч. м. в. розрізняють наступні стадії (східці): 1) вселення виду (інвазія); 2) географічна ізоляція і зародження нових видів; 3) вторинний контакт з середовищем з посиленням ізолюючих механізмів, диференціація ніш під впливом  конкуренції і природного відбору; 4) подальше географічне поширення з повторенням ранніх стадій видоутворення. Ч. м. в. можна назвати також алопатрично-симпатричним видоутворенням, ступінчастим або еколого-географічним. Одноступінчата модель видоутворення, в якій повністю ігнорувалися процеси, що йдуть в зонах вторинних контактів, привела Е. Майра до висновку, що біотопічний розподіл видів не пов'язаний з адаптаціями, а є «історичними випадковостями».
Сприйнявши ідеї Е. Майра про алопатричне видоутворення за рахунок географічної ізоляції, Д. Лек логічно і природно поєднав її з уявленнями Дж. Гакслі і Г. Ф. Гаузе про екологічну ізоляцію. Д. Лек дійшов висновку, що еволюційні зміни дуже часто починаються в умовах просторової ізоляції популяцій, але завершуються після вторинного контакту. Модель Д. Лека зняла нарешті альтернативу: алопатричне або симпатричне видоутворення, його модель можна назвати алопатрично-симпатричним видоутворенням, ступінчастим, або еколого-географічним. Ступінчаста модель видоутворення Д. Лека також формувалася ступінчасто. На підставі своїх досліджень Д. Лек запропонував чотириступінчасту модель видоутворення: вселення виду (інвазія); географічна ізоляція і зародження нових видів; вторинний контакт з посиленням ізолюючих механізмів, диференціація ніш під впливом конкуренції і природного відбору; подальше географічне поширення з повторенням ранніх стадій.

## Ресурси Інтернету
Галл Я. М. Дэвид Лэк: Две версии видообразования, или от нейтрализма к адаптационизму // Вавиловский журнал генетики и селекции. — 2014. — Том 18, № 3. — С. 585–598.  [Архівовано 6 березня 2016 у Wayback Machine.]